# 吸引子
吸引子（Attractor）是微积分和系统科学论中的一个概念。一个系统有朝某个稳态发展的趋势，这个稳态就叫做吸引子。
吸引子分为平庸吸引子和奇异吸引子（Strange Attractor）。例如一个钟摆系统，它有一个平庸吸引子，这个吸引子使钟摆系统向停止晃动的稳态发展。平庸吸引子有不动点（平衡）、极限环（周期运动）和整数维环面（概周期运动）三种模式。而不属于平庸的吸引子的都称为奇异吸引子，它表现了混沌系统中非周期性，无序的系统状态，例如天气系统。
对于吸引子，学术上并没有完善的定义，目前仅处于概念阶段。吸引子中的奇异吸引子对于混沌系统的研究意义重大。

## 定義
設{\displaystyle t}代表時間、{\displaystyle f(t,\cdot )}是用來確定動態系統狀態的函數。也就是說，如果{\displaystyle a}是{\displaystyle n}維相空間的一個點，代表系統的初始狀態，則{\displaystyle f(0,a)=a}且對每個正實數{\displaystyle t}有{\displaystyle f(t,a)}代表經過{\displaystyle t}單位時間後的狀態。舉例來說，如果一系統描述一維上某不受力粒子的演進，此時相空間是平面{\displaystyle \mathbb {R} ^{2}}，其坐標{\displaystyle (x,v)}中的{\displaystyle x}是粒子的位置，{\displaystyle v}是粒子的速度。那麼就有
{\displaystyle f(t,(x,v))=(x+tv,v).\ }
而吸子是相空間中的子集{\displaystyle A}，並有以下幾個特徵：
- {\displaystyle A}在{\displaystyle f}下不隨時間變化，從而如果{\displaystyle a\in A}就有{\displaystyle f(t,a)\in A}對所有正實數{\displaystyle t}。
- 存在{\displaystyle A}的鄰域{\displaystyle B(A)}（英文是basin of attraction），使得該域中任何點在時間趨於無限時都會趨近{\displaystyle A}，或者更精準的是滿足以下敘述：

對任何{\displaystyle A}的鄰域{\displaystyle N}和{\displaystyle b\in B(A)}，存在正實數{\displaystyle T}使得{\displaystyle f(t,b)\in N}對所有{\displaystyle t>T}。
- 不存在{\displaystyle A}的非空子集可以取代{\displaystyle A}滿足前面兩點性質。

吸子還有許多其它種的定義，例如有些作者要求吸子有正的測度（以避免吸子中只有一個點），但其他作者只要求{\displaystyle B(A)}是鄰域。

## 種類
吸子是動態系統中相空間的子集。在西元1960年代前，吸子仍被認為有「簡單的」幾何形狀，例如點、直線、平面等。但吸子的形狀事實上可能相當複雜， 斯梅爾證明其馬蹄映射的吸子有康托尔集的結構。
兩種簡單的吸子是不動點和極限環。也有的吸子無法使用基本的幾何物件的組合來描述，那麼他就被稱作奇異吸子。

### 奇異吸子

勞侖次奇異吸子的圖，其中用到參數ρ=28, σ = 10, β = 8/3。

一個吸子被稱為奇異（strange）如果他具有碎形結構，這常常出現在動態系統是混亂的時，但奇異非混亂吸子也是存在的。
若一奇異吸子是混沌的，則其對初始條件敏感。也就是任意兩個極為接近的初始點，在一定數量的疊代運算後，兩者可以相距甚遠；也可以再經過一定數量的疊代運算後又變得極為靠近。也因此，一個具有混沌吸子的動態系統在局域是不穩定的，然而廣域來看卻可以是穩定的，因為這些動態點再怎麼彼此分離，也都不會離開吸子。
奇異吸子這個詞最早是由呂埃勒與Floris Takens所命名，用以描述流體系統經一連串分岔所產生的吸子結果。
奇異吸子在一些方向上常是可微的，但一些例子則如同康托塵則不可微。奇異吸子亦可出現在有雜訊的場合。
奇異吸子的例子包括多卷波混沌吸引子、艾儂吸子、熱斯勒吸子，以及勞侖次吸子。